# Grabanów-Kolonia
Grabanów-Kolonia es un pueblo ubicado en la gmina Biała Podlaska, distrito de Biała Podlaska, voivodato de Lublin, Polonia.

## Superficie
Cuenta con una superficie de 4,500 kilómetros cuadrados.

## Demografía
Hasta 2011 la población era de 567 habitantes, con una densidad de población de 126,0 habitantes por kilómetro cuadrado. Estaba conformada por 295 hombres (52%) y 272 mujeres (48%), según el censo de la Oficina Central de Estadística.